# Ilonca
Ilonca (ukránul: Ільниця [Ilnicja], románul: Ilniţa) falu Ukrajnában, Kárpátalján, a Huszti járásban.

## Fekvése
Nagyszőlőstől 23 km-re északkeletre, az Ilnyicka-patak partján fekszik.

## Története
1450-ben Ilonca néven említik.
1910-ben 4313 lakosából 3325 ruszin és 973 magyar volt, akik a 19. században telepedtek le az addig tiszta ruszin faluba.
A trianoni békeszerződésig Bereg vármegye Felvidéki járásához tartozott.

## Népesség
Ma 9000 lakosából mintegy 300 (3%) magyar.

## Nevezetességek
Görögkatolikus temploma 1797-ben épült egy korábbi fatemplom helyén késő barokk és klasszicista stílusban.